# Hendrik Carloff

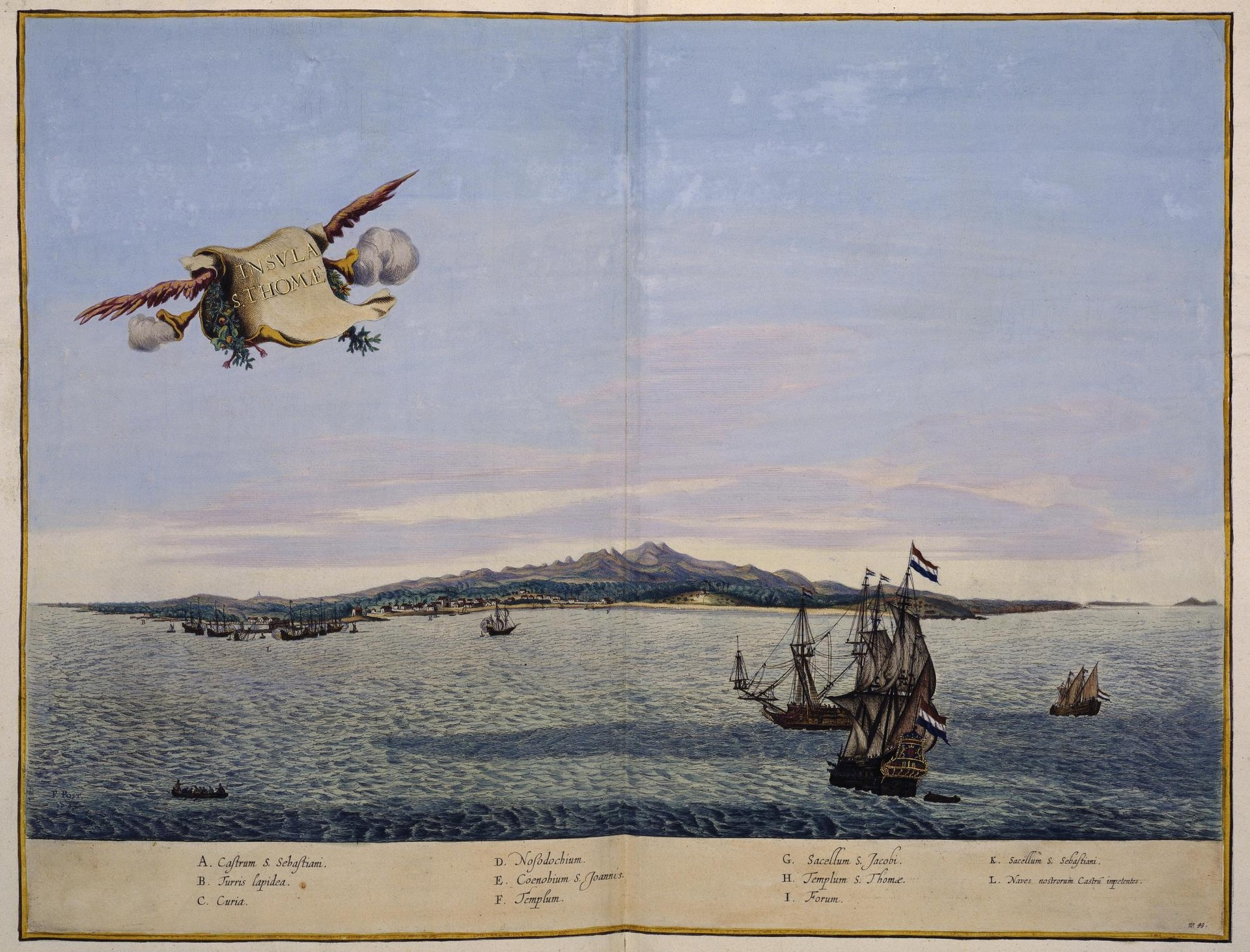
Het eiland Sao Tomé in 1645

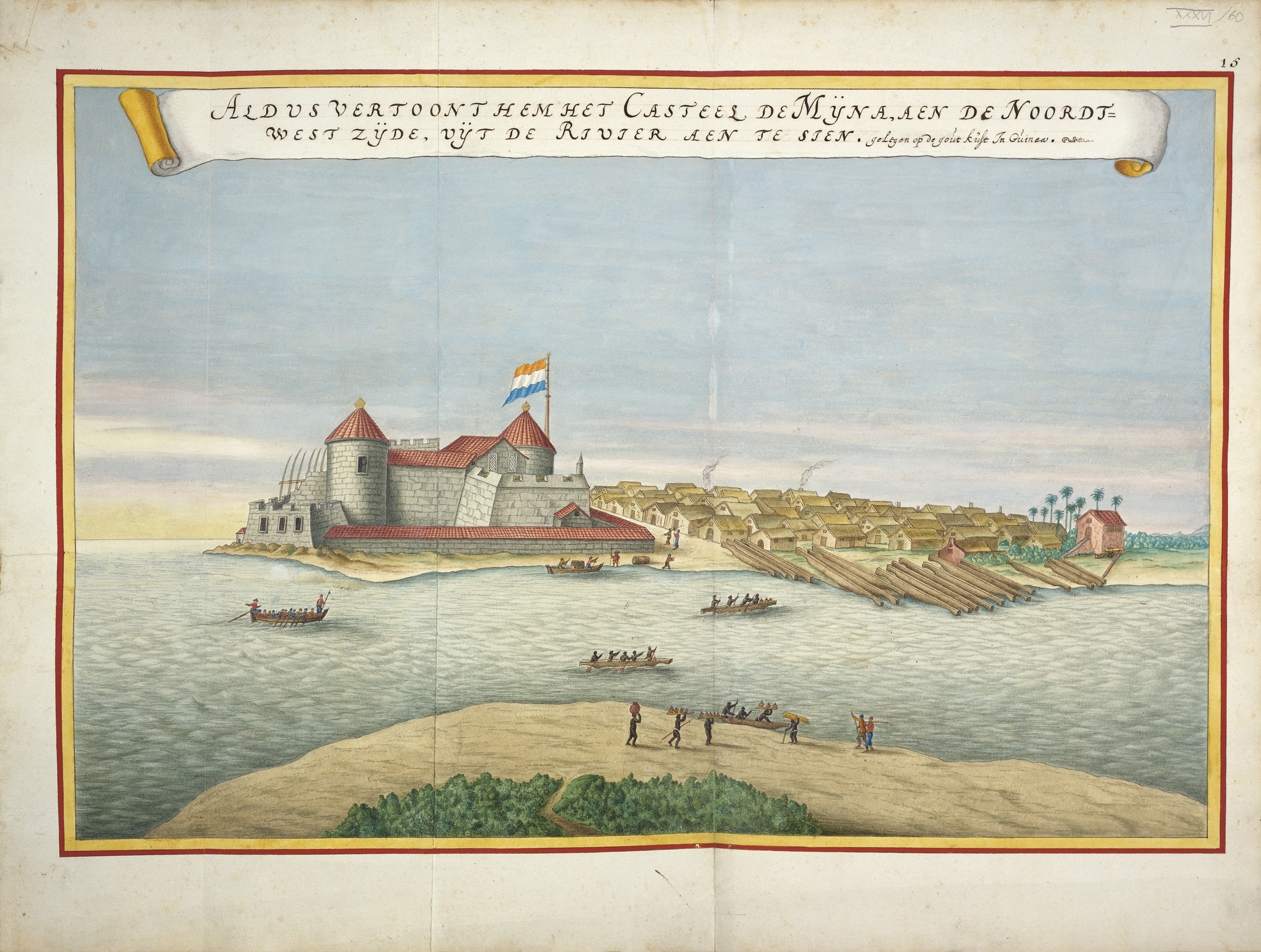
Fort Elmina op de Goudkust (1660?) in 1637 veroverd op de Portugezen

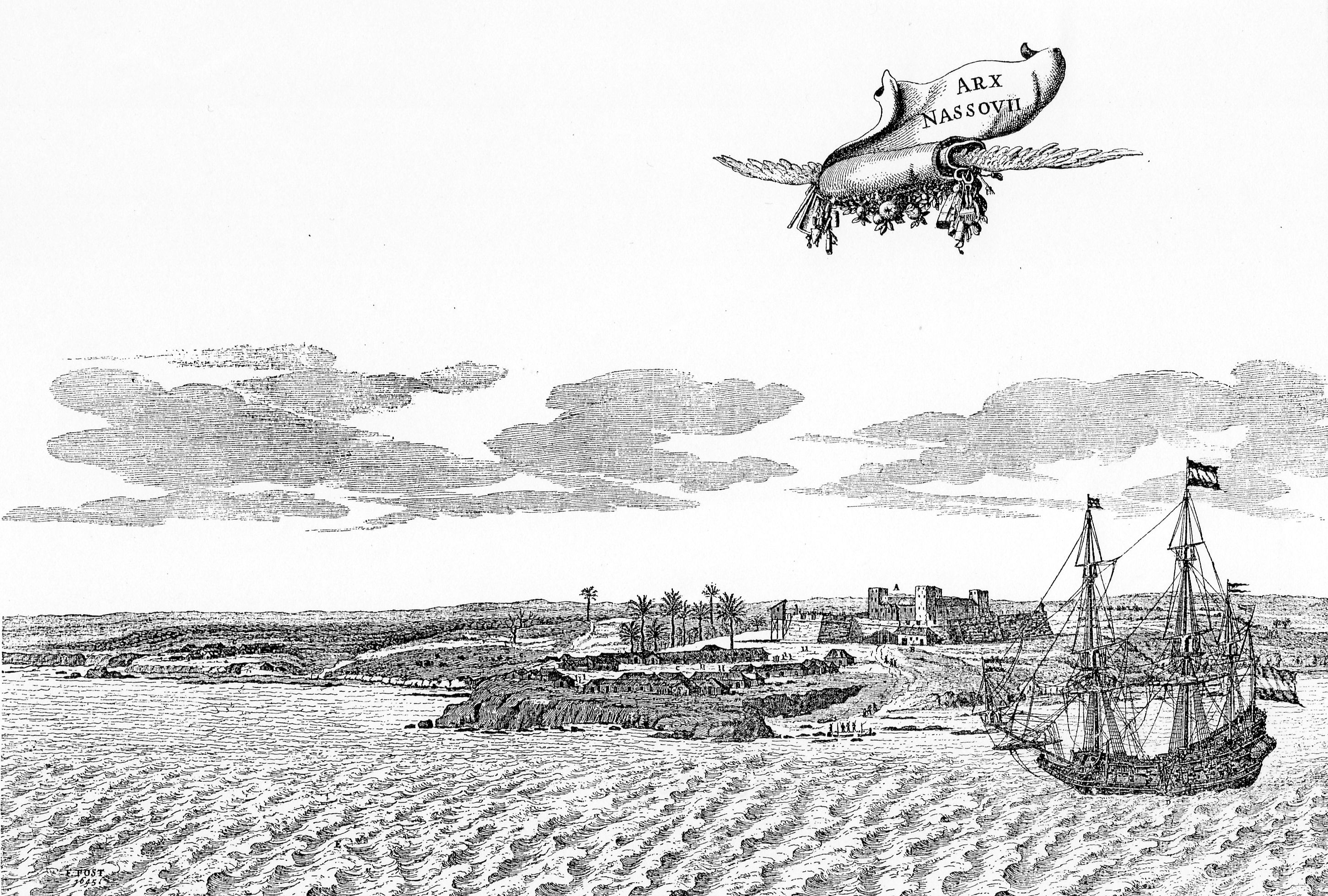
Fort Nassau tot 1637 de belangrijkste versterking op de Goudkust (circa 1645)

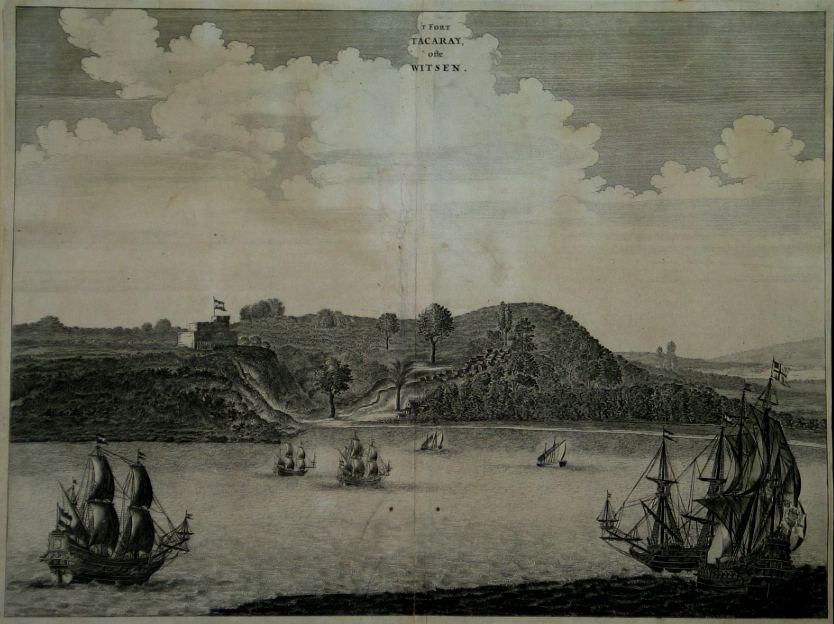
Fort Witsen bij Takoradi op de Goudkust, van 1653–1658 in Zweedse handen

Hendrick Carloff, Henry Caarloff of Henrik Caerloff en nog diverse andere varianten (Finland, 1621/22? - ca. 1693) was een ambtenaar van de West-Indische Compagnie (WIC) en gouverneur van Tobago.
Carloff is mogelijk begonnen als scheepsjongen, maar klom op van soldaat, tot klerk, auditeur, salarisadministrateur, en fiscaal van de WIC. Uit ontevredenheid trad hij eerst in dienst van de pseudo Zweedse Afrika Compagnie als commandant en directeur van het Fort Carolusborg en vervolgens bij de pseudo Deense Afrika Compagnie. Terug in de Republiek raakte hij betrokken in een proces vanwege de concurrerende activiteiten van de Deense Afrika Compagnie op de Goudkust en dreigde naar Engeland over te lopen. Carloff stortte zich als particulier op de slavenhandel, maar mocht daarbij geen handelsposten van de WIC aandoen. Vanaf 1665 werkte hij voor de Franse West-Indische Compagnie. In de jaren 1676 en 1677, toen Carloff was genezen van zijn escapades en de lucht in Amsterdam was geklaard, werd hij als gouverneur van Tobago benoemd.

## Biografie
Er is niet heel veel bekend over de jeugd van de Heinrich Carloff. Hij zou zijn geboren in het Duitse Rostock, het Zweeds/Poolse Pillau of naar eigen zeggen in Suomen. Naar het zich laat aanzien trad hij in 1637 in dienst van de WIC in Nederlands-Brazilië als soldaat en vervolgens als klerk van een bataljon infanterie. Johan Maurits van Nassau-Siegen zond eind mei 1641 een expeditie van 21 schepen met 2145 soldaten naar Afrika. Het slavendepot in Luanda werd in augustus overmeesterd en Sao Tomé werd in oktober veroverd, zodat de Portugese overmacht in Afrika voorlopig was doorbroken. Carloff was van november tot juni 1643 als auditeur op het eiland werkzaam, maar werd daar ziek.
In november was Carloff terug en vanaf maart 1644 werkte hij in het nieuwe onderkomen op Rapenburg bij de loonadministratie van de WIC. Van 1645-1649 deed hij dienst als fiscaal in Fort Elmina en Fort Nassau in Accra en was hij belast met de controle op smokkelwaar. In 1646 werd hij naar de binnenlanden gestuurd om de betrekking met een inlandse vorst te herstellen, zodat goud naar kust kon worden vervoerd. In 1647 was de WIC nagenoeg failliet en met behulp van de VOC werd een doorstart gemaakt. In 1648 wist schipper Arent Gabbesz. een toezegging los te krijgen van het stamhoofd van de Fetu over de aankoop van een stuk grond. Met een "geveinsde ongesteldheid" keerde Carloff in juli op het Zweedse schip met Gabbesz. terug naar Europa in de hoop iemand te kunnen interesseren voor zijn plan.

### Zweedse Afrika Compagnie

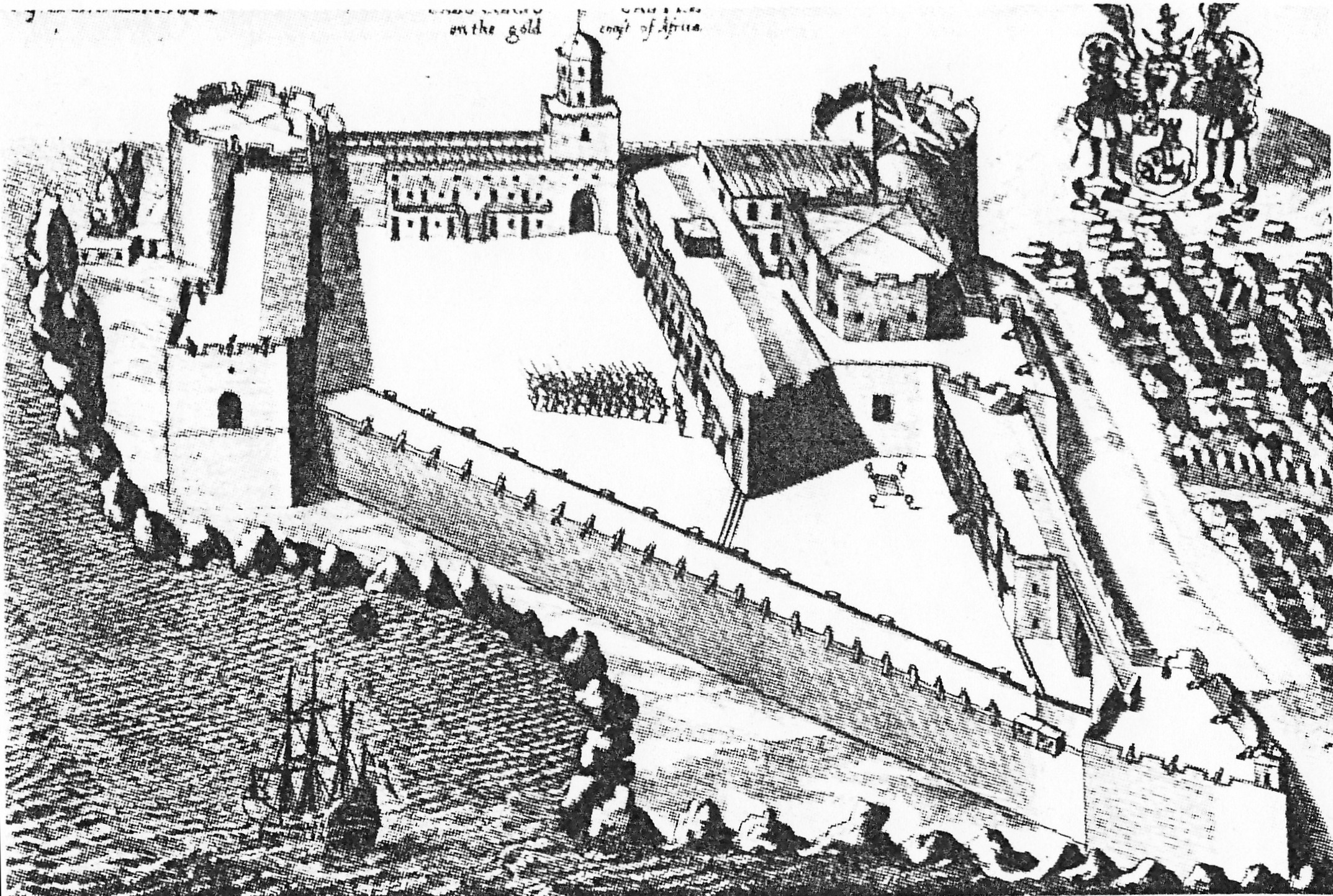
Fort Carolusborg (1682), gebouwd op initiatief van Carloff

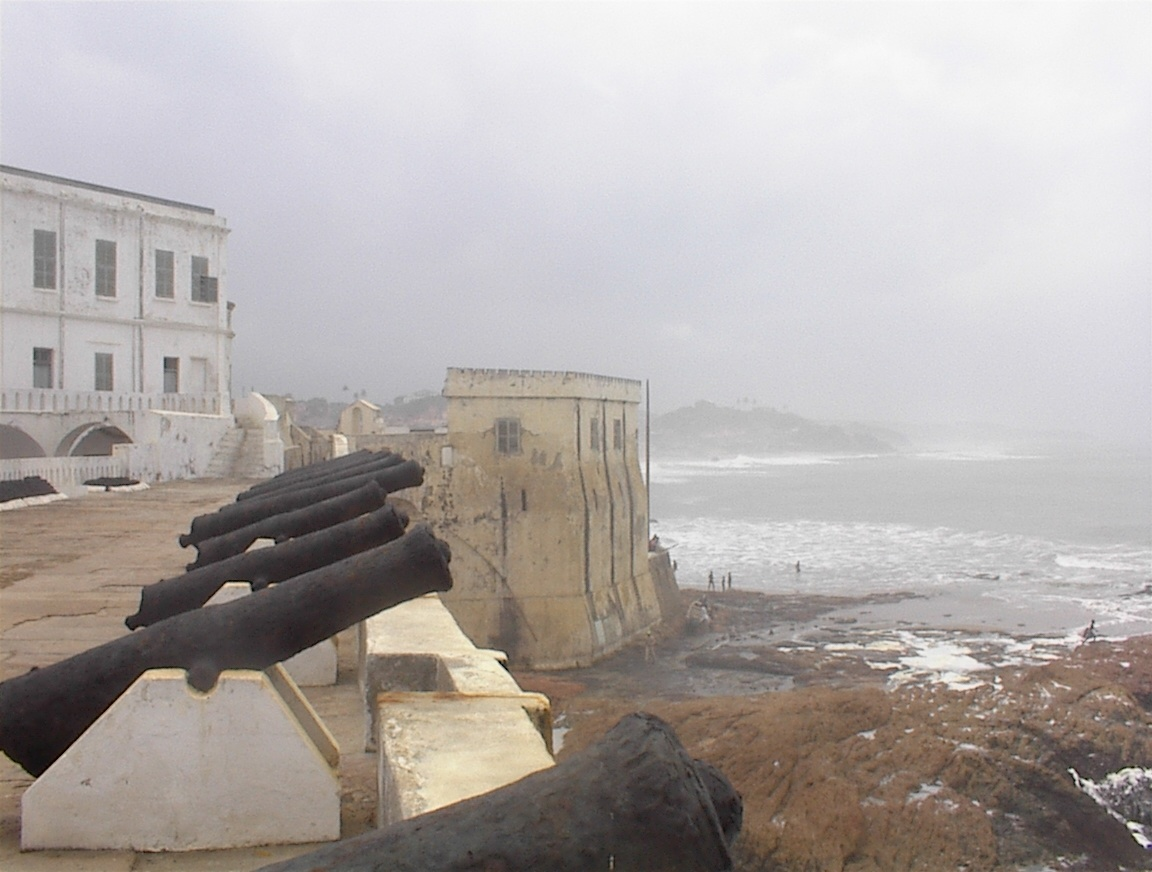
Fort Carolusborg op de Goudkust (2003)

Na twaalf jaar dienst bij de WIC bood hij zich aan bij Louis de Geer die kort daarop in Hamburg de Zweedse Afrika Compagnie oprichtte; De Geer bezat circa 85% van de aandelen. Op 12 oktober 1649 werd Carloff voor drie jaar aangenomen als commandant en directeur tegen een salaris van honderd gulden en een ons goud per maand ter bestrijding van de onkosten. Hij moest zich inschepen bij Arent Gabbesz. aan de Elbe en vandaar naar Afrika varen. Op 22 april tekende Carloff een contract voor de aankoop van grond van het stamhoofd van de Fetu. Er ontstond ruzie met Thomas Crispe en John Buckle van de Engelse Company of Merchants Trading to Guinea, die met Henniqua, een neef van Fetu onderhandelden over een Britse handelspost. Op 28 mei 1650 was er een memorabele bijeenkomst. Zowel de Zweden als de Britten tekenden een verdrag met het stamhoofd; de Engelsen verkregen slechts voor een half jaar het recht te handel te drijven, maar vanwege de woedende protesten werd hen toegezegd tot september 1652 te mogen blijven.
Carloff bezette Butre in 1650, Annemabo in 1651, en Orsou in 1652. In datzelfde jaar werd onder leiding van de Zwitser Isaac Melville begonnen met de bouw van Fort Carolusborg. Op zijn terugreis werd Carloff in september 1652 met het schip Christina opgebracht in Plymouth. Als lading had hij twintig zakjes goud en circa 6.500 olifantentanden. De gouden ringen, kettingen en armbanden werden naar de Tower gebracht. Door bemiddeling van Axel Oxenstierna kwam Carloff weer vrij. In Zweden werd een poging gedaan de basis van de ZAK van Stade terug naar Göteborg te verplaatsen. In 1653 werd Tacorary veroverd door Zweden. In 1654 was alleen Fort Elmina nog in Nederlandse handen. Op 3 mei 1654 werd Carloff bevorderd tot generaal en geridderd onder de naam Carloffer. Vervolgens bezette hij Jumore en Cabo Apollonia in 1655. In 1656 werd Fort Batenstein heroverd door de Nederlanders. Johan Philip von Krusenstierna nam de functie van gouverneur over. Carloff verliet geërgerd de kolonie en liep over naar Denemarken.

### Deense Afrika Compagnie

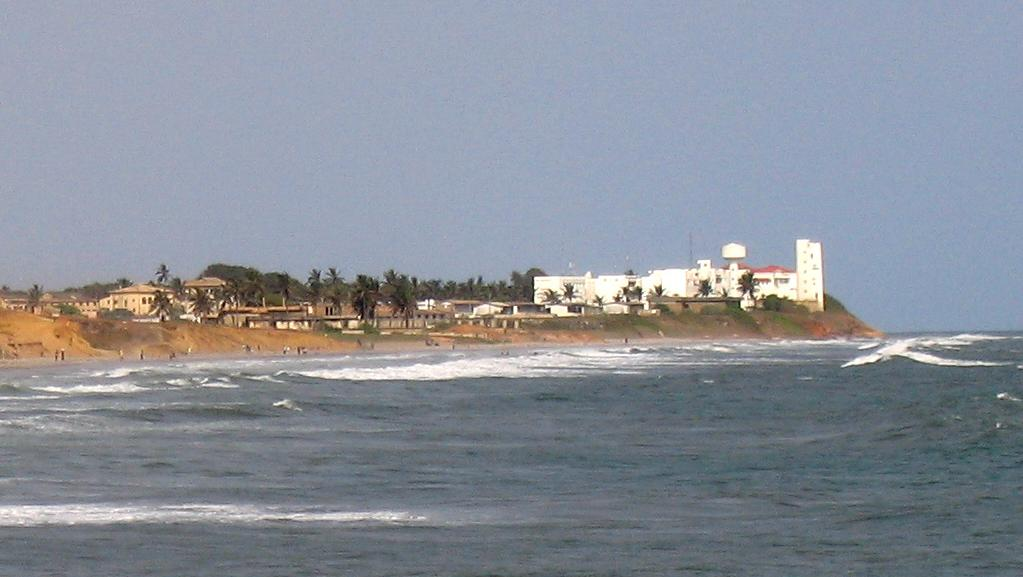
Osu Castle (2005), voorheen Fort Christiansborg, de belangrijkste versterking op de Goudkust, tegenwoordig zetel van de regering.

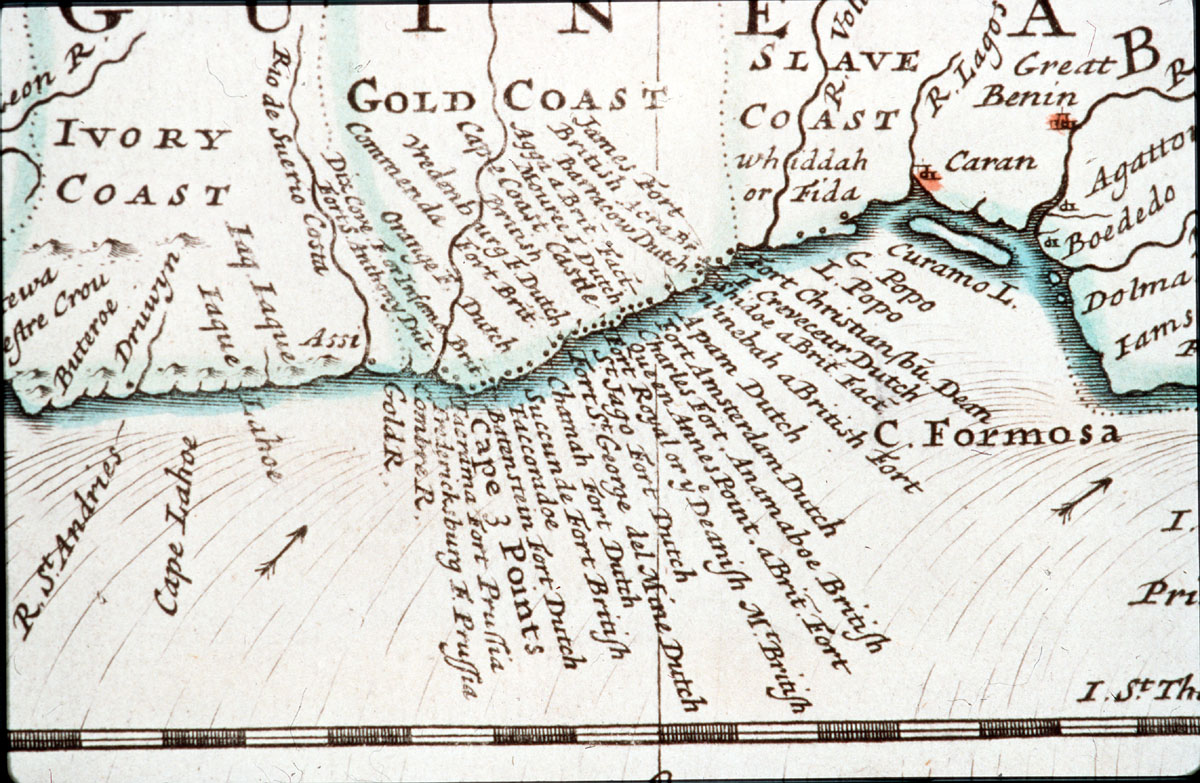
Engelse kaart van de forten op de Goudkust (circa 1700)

Op 27 maart 1657 bood Carloff zijn diensten aan koning Frederik III van Denemarken aan. Van 1657-1662 was hij directeur-generaal van de Deense Afrika Compagnie, die was opgericht met een octrooi voor 25 jaar. Carloff bezat hierin voor 25.000 gulden aandelen. Hij verliet in december 1657 met een kaperbrief de haven van Emden op het schip "Glückstadt" met de opdracht de Zweden te dwarsbomen en het recht het door hem zelf gestichte Fort Carolusborg te heroveren. Het schip, dat voorzien was van 18 kanonnen en 48 bemanningsleden, kwam op 25 januari 1658 ten oosten van Fort Carolusborg aan dat op twee dagen later werd veroverd, toen 's ochtends de poort werd geopend. Von Krusenstierna werd gearresteerd, en de bedrijfsactiva (inclusief ongeveer 185 kg goud en enkele tonnen ivoor) en het voor anker liggende schip "Stockholm Slot" werden in beslag genomen. De Zweedse handelspost en de manschappen werden een onderdeel van de Deense Afrika Companie. Voor koning Karel X Gustaaf van Zweden was dit een reden om de vredesbesprekingen met Denemarken af te houden.
Carloff benoemd zijn werknemer Samuel Schmidt (of Smith) om de handelspost te beheren en verliet het land aldus met twee schepen, waarvan één gekaapt van de Zweden. Op 8 juni kwam hij aan in Glückstadt waar de Zweedse gezant Vincent Möller, de broer van een Hamburgse burgemeester, hem probeerde te arresteren. Carloff liet het goud stiekem in een smakschip via Harlingen naar Amsterdam afvoeren. Op 10 maart 1659 tekende hij een contract met de Deense admiraliteit in Groningen. Op 28 maart van dat jaar werd hij in Hamburg benoemd als bewindhebber van de Glückstädter Afrikanische Kompanie. Om het geheel het aanschijn te geven van een buitenlandse compagnie waren er twee Hamburgse kooplieden bij betrokken (Vincent Klingenberg en Jacob del Boe), maar de meeste bewindslieden waren Amsterdammers, en de schepen werden hier uitgerust volgens Lieuwe van Aitzema. Van één schip is bekend dat het eerst nog Delfzijl aandeed voor het vertrok.
Bij het Vrede van Roskilde of de Vrede van Kopenhagen (1660) werd bepaald dat het fort zou worden teruggegeven aan de Zweden, maar toen bleek dat Schmidt alle Deense bezittingen op 16 april 1659 had verkocht aan de WIC-directeur Jasper van Heussen mogelijk in opdracht van Carloff en nadat bekend werd dat Denemarken door Zweden was bezet tijdens de Deens-Zweedse Oorlog (1657-1658). Toen de Fetu doorkregen wat er was gebeurd werd het WIC-fort aangevallen door ongeveer 2.000 krijgers, die met handgranaten – vanuit het fort geworpen flessen gevuld met buskruit en brandende lonten – konden worden afgehouden. Schmidt had de opdracht of ging ervandoor met een deel van het goud. maar ook een zekere Jan Christiaansz. Canter had geen schone handen.
Caerloff raakte in 1659 in conflict met de WIC over zijn bezittingen en het verdwenen goud (?) en dreigde voor de Engelsen te gaan varen; in 1662 met de Amsterdamse bewindvoerders van de Deense Afrika Compagnie: Jan de Swaen, Nicolaas Pancras (1622-1678) en Isaac Coymans. De WIC zou een plan tot moord hebben beraamd op de broer van de Fetu koning, en een aanval op het fort Carolusborg. Coymans briefde de plannen door aan de directeur van de Deense handelspost. Coymans werd als enige veroordeeld.

### Amsterdam

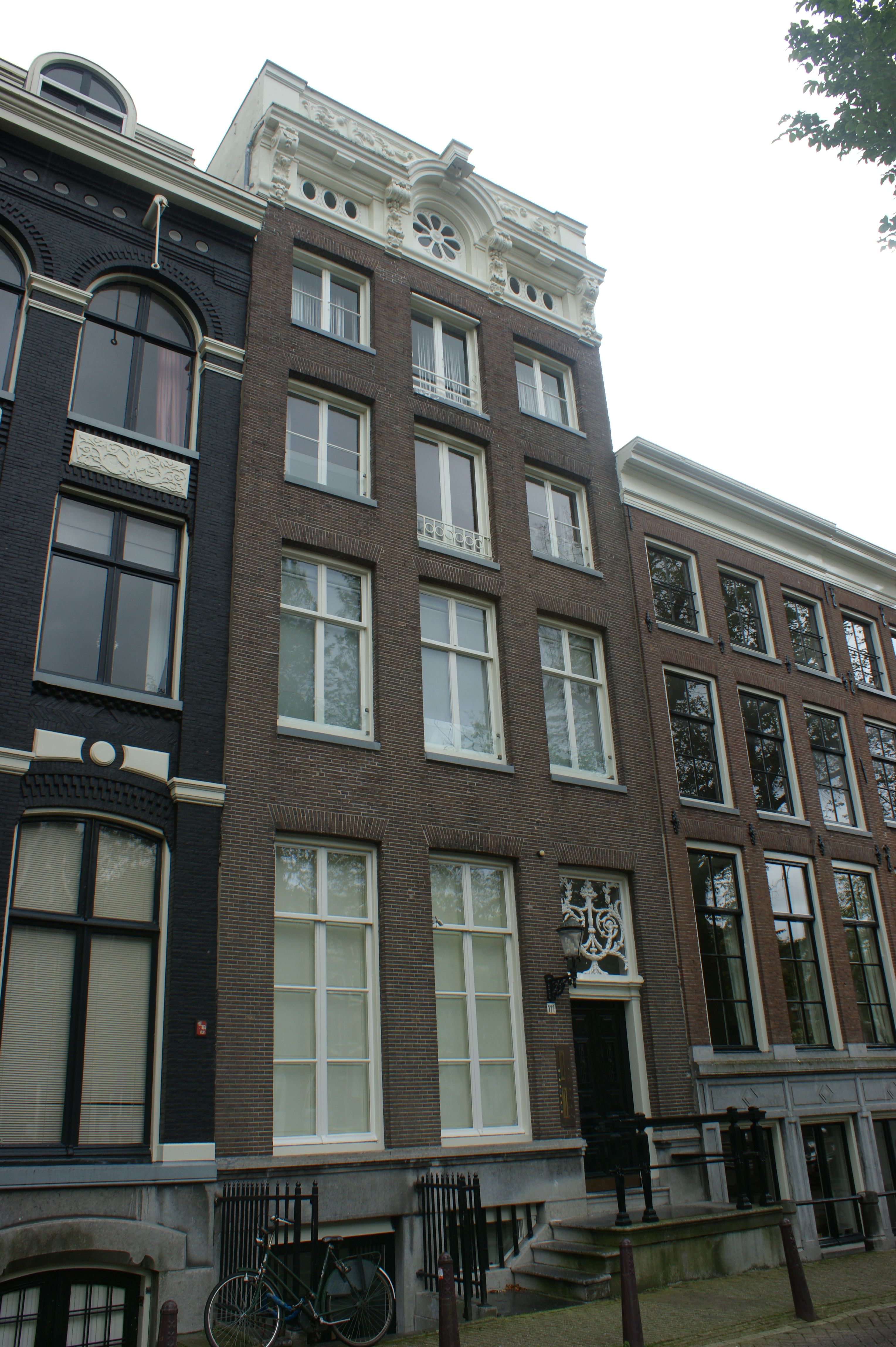
De Zwarte Arend op Keizersgracht 111, enkele jaren het woonhuis van Carloff

Carloff was inmiddels getrouwd, naar alle waarschijnlijkheid in Haarlem met de adellijke Sophia Felicitas von Wolzogen (1629-?), de zuster van Ludovicus Wolzogen (1633-1690), een professor Kerkgeschiedenis in Groningen, Utrecht en Amsterdam, en een Cartesiaan die bevriend was met Lodewijk Meyer en met Jean de Labadie in conflict raakte. In mei 1660 kocht Carloff een huis op de Keizersgracht, genaamd de 'Zwarte Arend en dat daarvoor werd verhuurd aan Johann Rudolph Glauber, een alchemist, die probeerde goud te maken. Nog geen week later kocht Jan Valckenburgh, die hij kende als commandant van het fort Elmina het naast gelegen pand. Philippe Vingboons was misschien bij het ontwerp betrokken, want Carloff liet in hal Italiaans marmer leggen en de "sael" geheel nieuw optrekken. Het jaar daarop liet hij een zoon dopen in de Oude Kerk; in 1662 een dochter in de Nieuwe Kerk.

### Franse West-Indische Compagnie
In 1662 voer hij naar Angola en West-Indië; in 1664 naar Cayenne en Guadalope. In 1665 is hij door Colbert als raadgever voor de Franse West-Indische Compagnie benoemd. Hij tekende op 8 februari in Amsterdam een contract om gedurende zes jaar Afrikaanse slaven naar Frans West-Indië te brengen en de voor deze koopwaar (in betaling ontvangen) suiker naar Frankrijk te verschepen. Op 19 augustus 1666 verloor hij bij Holmes' Fire, de beruchte aanval van Robert Holmes in het Vlie een schip dat lag te wachten op gunstige wind. Daar lagen circa 150-170 schepen voor anker. De bemanning ontvluchtte het brandende schip en voer met een sloep naar Harlingen. Er bleek voor miljoenen schade te zijn aangericht, zodat de beurs in Amsterdam enkele dagen gesloten bleef. In 1669 voer hij vanuit Le Havre naar Afrika, waar een kleine duizend negers ingescheept werden, waarvan er ruim 750 op Martinique afgeleverd konden worden; in 1672 had hij nog 350 "koppen" naar Guadeloupe overgebracht.

### Gouverneur Tobago

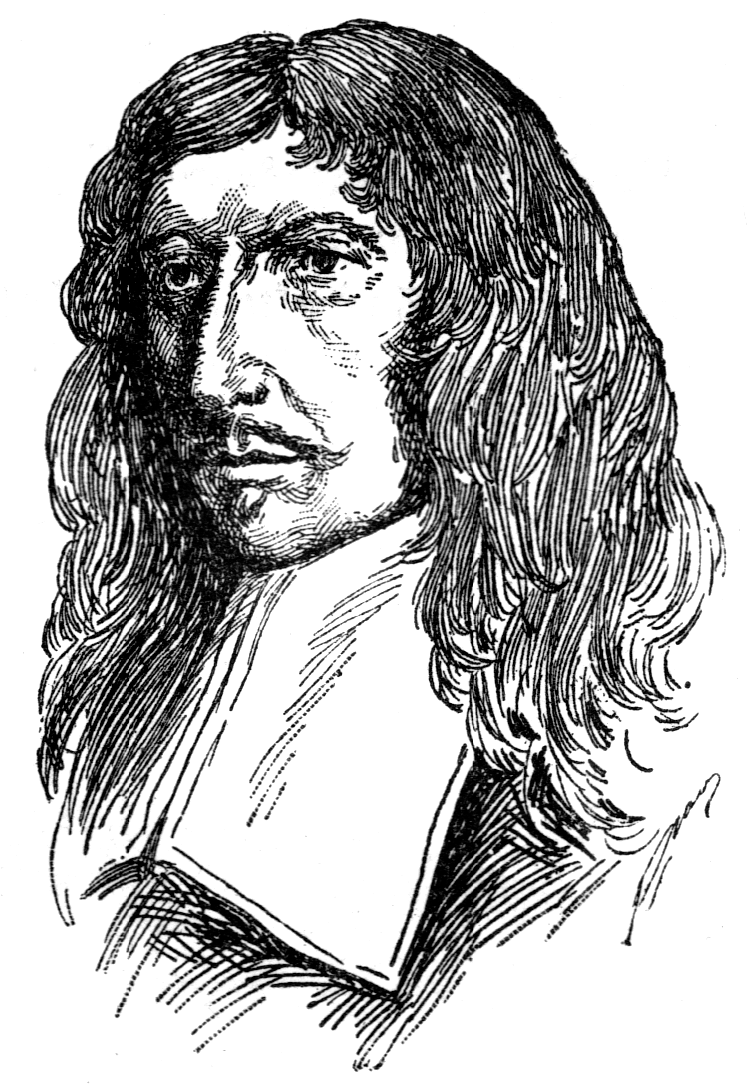
Jean d’Estrées

In 1672 arriveerden ongeveer 500 Nederlandse kolonisten op het eiland Tobago. Op 18 december 1672 veroverde een Engels expeditie van in totaal zes schepen en 600 mannen de kolonie na vijf of zes uur van de strijd. De Britten vernietigden de nederzetting en de kolonisten werden gedeporteerd naar Barbados. Tobago was weer verlaten. Bij de Vrede van Westminster in 1674 kreeg Nederland Nieuw-Walcheren terug van de Engelsen. Nadat Cornelis Lampsins de kolonie had verkocht aan het gewest Holland maakte Carloff een plan om de Franse scheepvaart op West-Indië te dwarsbomen, en de kolonie opnieuw te bevolken. Hij droeg zijn uitgewerkt plan voor aan de secretaris der Admiraliteit van Amsterdam, Hiob de Wildt. Het plan vond bijval, en gaf in 1676 aanleiding tot de tocht van Jacob Binckes. Carloff werd door stadhouder Willem III tot commissaris-generaal en tweede persoon in de krijgsraad benoemd. Bovendien werd het bestuur aan hem opgedragen, zodra Tobago veroverd zou zijn.
Een Nederlandse vloot met elf schepen en 680 soldaten verliet op 16 maart Texel en landde op 21 september op het eiland. Op 30 juni 1677 deelde Binckes zijn eskader in tweeën, nadat ze Sint Maarten hadden veroverd. Hij stuurde kapitein Jan Bont met drie schepen, met aan boord Hendrik Carloff de nieuwe gouverneur en nieuwe kolonisten en ongeveer vierhonderd op de Fransen bevrijde slaven terug naar Tobago. Er werd in Lampsinsburg een nieuw fort gebouwd, genaamd Sterreschans.
Op 21 februari 1677 kwam admiraal Jean d’Estrées bij het eiland aan met 24 schepen en 1000 man tegen circa 700 soldaten, 100 kolonisten en 15 schepen aan Nederlandse kant. Op 3 maart 1677 viel hij Lampsinsburg en de Nederlandse schepen aan, en wat volgde staat bekend als de Eerste Slag bij Tobago. Het lukte de Fransen echter niet om de versterking in te nemen. Binckes wist met grote verliezen de aanvallers een strategische nederlaag te bezorgen en d’Estrées trok zich terug op Grenada.  Op 6 december probeerde d’Estrées het opnieuw. Tegen de verwachting in vielen hij het fort enkel vanaf de landzijde aan. Op 12 december veroorzaakte een Franse kanonskogel een enorme explosie bij het kruitmagazijn van het fort, waardoor Binckes, die boven de ammunitiekamer zijn lunch gebruikte, en zo'n 250 man om het leven kwamen. Een klein groepje wist te ontkomen, de rest gaf zich over.
Het is onduidelijk welke rol Carloff op het eiland speelde. Het schijnt dat Carloff, die met Binckes in onmin was geraakt, niet aan de verwachting voldeed en in hechtenis was genomen.
 De archieven laten niet veel los over de rest van het leven van Carloff, die inmiddels aan de Amstel woonde en op een nog onbekende plaats werd begraven.